# 朱孔军
朱孔军（1967年8月—），中华人民共和国马克思主义理论学者、政治人物，籍贯山东省临沂市。
1985年考入中山大学後，他长期在校任职，曾担任学校党委副书记、副校长，2016年1月，转任华南师范大学党委书记。2021年转任广东省教育厅党组书记，2023年3月出任同省教育厅长。2024年9月回到中山大学，出任学校黨委书记。